# Riecznoje (obwód kurgański)
Riecznoje (ros. Речное) – wieś (sieło) w Rosji, w obwodzie kurgańskim, w rejonie lebiażjewskim. W 2010 liczyła 395 mieszkańców.